# Pal-effect
Het ratel- of pal-effect (ratchet effect) is het gevolg van een proces waarbij na het bereiken van een drempelwaarde het proces onomkeerbaar is geworden, analoog aan de werking van de pal in een ratel (ratchet). Dit effect komt terug in meerdere theorieën.

## Cultuur
Tomasello spreekt over het pal-effect bij het cumulatieve proces van culturele evolutie waarbij wordt voortgebouwd op kennis die is opgedaan door de voorouders.

## Demografie
Ook in de bevolkingsgroei is meerdere malen sprake geweest van een pal-effect. Zo was de voedselproductie die na de neolithische revolutie met landbouw kon worden bereikt, groter dan die van de jager-verzamelaars. Zodra men echter was overgestapt en de bevolking was gegroeid, kon men niet zonder grote gevolgen terug naar de oude samenlevingsvorm. Ook de industriële revolutie maakte een veel grotere bevolking mogelijk, met hetzelfde effect als gevolg.

## Ecologie
De ecoloog Hardin stelde dat voedselhulp tijdens een hongersnood een bevolking in staat stelt om tijdens goede tijden weer te groeien. Aangezien de voedselproductie in het land zelf niet gestegen is, is een volgende hongersnood onvermijdelijk. Hij gebruikte daarbij een situatie in een reddingsboot als metafoor, zodat er ook wel wordt gesproken van lifeboat ethics.

## Economie
In de economie geldt dit onder meer voor de relatieve inkomenshypothese van Duesenberry waarin onder meer wordt gesteld dat het moeilijk is om een eerder bereikt consumptieniveau te verminderen.
Ook de neiging om een product steeds meer mogelijkheden te geven, wordt wel tot het pal-effect gerekend.

## Internationale handel
In recent voorgestelde internationale handelsverdragen zoals TISA wordt met het pal-effect bedoeld dat eenmaal geprivatiseerde diensten niet meer opnieuw genationaliseerd kunnen worden.

## Speltheorie
In de speltheorie maakt het pal-effect onderdeel uit van de paradox van Parrondo. Deze stelt dat bij spellen die elk een hogere kans op verlies dan winst hebben, de kans op winst groter wordt door de spellen afwisselend te spelen in specifieke combinaties.